# Byrsonima parvifolia
Byrsonima parvifolia là một loài thực vật có hoa trong họ Malpighiaceae. Loài này được Alain mô tả khoa học đầu tiên năm 1962.